# Alfred Ebermann
Alfred Ebermann (Linz, 4 gennaio 1908 – Grandes Jorasses, 30 agosto 1951) è stato un alpinista austriaco, fu un componente della spedizione alpinistica tedesca al Nanga Parbat del 1938 che tentò inutilmente di scalare la nona vetta più alta della Terra.

## Biografia
Nato il 4 gennaio 1908 a Linz, Ebermann si dedicò fin dalla prima giovinezza alla ginnastica e all'alpinismo. Oltre al lungo servizio nel dipartimento di rilevamento dell'esercito austriaco, che lo portò a visitare molti gruppi alpini austriaci, effettuò numerose escursioni, spesso in solitaria, in quasi tutti i gruppi delle Alpi calcaree settentrionali e delle Alpi centro-orientali austriache. Nelle Alpi occidentali visitò più volte il massiccio del Bernina, le Alpi del Vallese e la regione del Monte Bianco. Ebermann era un alpinista e un operatore radio e un membro della spedizione tedesca sull'Himalaya nel 1938. In quell'occasione Ebermann lasciò un prezioso ed emozionante manoscritto sulle sue esperienze durante il volo per l'India e durante i voli e i viaggi.  Era un membro dell'"Austrian Alpine Club" (ÖAK) e apparteneva alla sezione di Monaco di Baviera  dell'Alpine Club e in seguito, quando si trasferì a Vöslau, alla sezione di Mödling vicino a Vienna. Dopo la seconda guerra mondiale si ricostruì una nuova vita e una nuova casa a Lenzing, vicino alle rive dell'Attersee, ai piedi dei monti Höllengebirge. Operatore radio dell'aereo della spedizione tedesca sul Nanga Parbat nel 1938, ebbe un incidente mortale sulle Grandes Jorasses nel 1951 cadendo in un crepaccio.